# Ust'-Jansk
Ust'-Jansk è un centro abitato della Russia.